# Хёфельхоф
Хёфельхоф (нем. Hövelhof) — община в Германии, в земле Северный Рейн-Вестфалия.
Подчиняется административному округу Детмольд. Входит в состав района Падерборн. Население составляет 15 980 человек (на 31 декабря 2010 года). Занимает площадь 70,67 км².
Коммуна подразделяется на 5 сельских округов.

## Фотографии

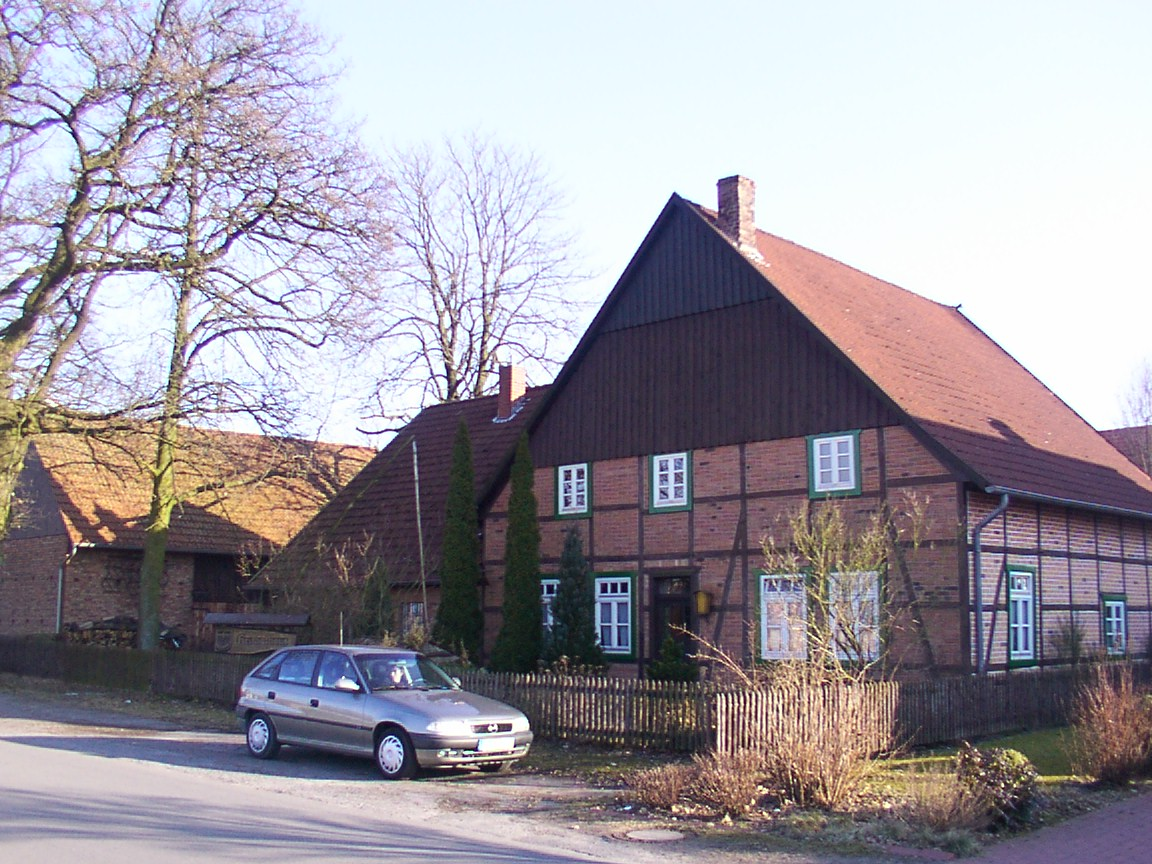
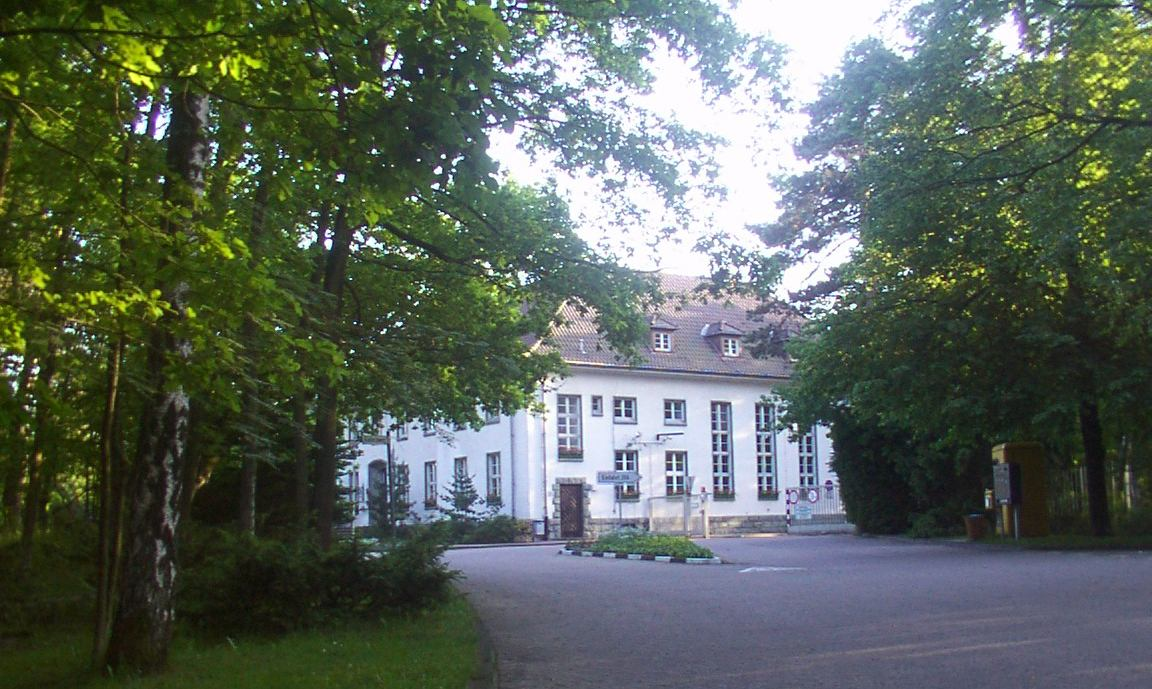

## Население
| Год  | Численность | Численность |
| ---- | ----------- | ----------- |
| 1975 | 11 441      | [ 4 ]       |
| 2017 | 16 258      | [ 1 ]       |
| 2019 | 16 294      | [ 5 ]       |
| 2021 | 16 274      | [ 6 ]       |
| 2022 | 16 522      | [ 7 ]       |
| 2023 | 16 704      | [ 2 ]       |